# Roger Norrington
Sir Roger Arthur Carver Norrington (ur. 16 marca 1934 w Oksfordzie, zm. 18 lipca 2025) – brytyjski dyrygent.

## Życiorys
Ukończył studia na Cambridge University, studiował też dyrygenturę u Adriana Boulta w Royal College of Music w Londynie. W 1962 roku rozpoczął karierę śpiewaczą jako tenor, dyrygował też założonym przez siebie Schütz Choir. Występował jako dyrygent podczas koncertów The Proms oraz na festiwalach w Aldeburgh i Bath. W latach 1966–1984 był pierwszym dyrygentem Kent Opera. Prowadził Bournemouth Sinfonietta (1985–1989) i nowojorską Orchestra of St. Luke’s (1990–1994). Laureat Grammophone Award (1987) i Ovation Award (1988). Oficer (1980) i komandor (1990) Orderu Imperium Brytyjskiego. W 1997 roku otrzymał tytuł szlachecki.
Był przedstawicielem autentyzmu w wykonawstwie. Specjalizował się w muzyce XVII i XVIII wieku, którą wykonywał z zespołami London Baroque Ensemble (od 1975) i London Classical Players (od 1978). Swoje interpretacje opierał na analizie źródeł z epoki, wykonywał na instrumentach historycznych nie tylko muzykę dawną, ale też klasyczną i romantyczną (m.in. symfonie Ludwiga van Beethovena i Symfonię fantastyczną Hectora Berlioza). Sięgał również po repertuar współczesny, poprowadził prawykonania utworów Soliloquy Christophera Browna (1977) i Cantiga Davida Matthewsa (1988).